# KSR-2
Die KSR-2 (russisch КСР-2, NATO-Codename AS-5 Kelt) war eine Luft-Boden-Rakete aus sowjetischer Produktion. Sie diente zur Bekämpfung von Schiffen und bodengebundenen Radaranlagen.

## Entwicklung
Die KSR-2 wurde als Nachfolgemodell der KS-1 Komet entwickelt. Ziel war es, einen Seezielflugkörper zu entwickeln, der eine Reichweite von rund 200 km erreichen konnte. Daneben sollten auch Landziele bekämpft werden können. Die Entwicklung begann 1958 und erfolgte bei Mikojan und im Konstruktionsbüro Raduga. Als primäre Einsatzplattformen sollte die Tupolew Tu-16 Badger zum Einsatz kommen. Die ersten Flugversuche wurden bereits 1958 durchgeführt. Schließlich wurde die KSR-2 im Februar 1962 bei den sowjetischen Luftstreitkräften eingeführt. Die KSR-2 bekam den NATO-Codenamen AS-5 Kelt-A.
Auf der Basis der KSR-2 begann man 1959 mit der Entwicklung der Anti-Radar-Lenkwaffe KSR-11 (NATO-Codename: AS-5 Kelt-B). Diese Ausführung wurde 1969 bei den sowjetischen Luftstreitkräften eingeführt.

## Technik
Die Lenkwaffe war dafür konzipiert, ein großes Schiff mit einer Verdrängung von 10.000 Tonnen mit einem einzelnen Treffer zu versenken oder zumindest operationsunfähig zu machen. Mit der nuklearen Variante hätte ein ganzer Flottenverband mit einem Schlag vernichtet werden können.
Der Aufbau der KSR-2 ähnelte dem eines Flugzeuges. Der Flugkörper bestand aus einem stromlinienförmigen Rumpf mit zwei Tragflächen, zwei Höhenrudern und einem Leitwerk. Die Tragflächen hatten eine Pfeilung von 55° und zwei Grenzschichtzäune.
Die KSR-2-Rakete war Bestandteil des K-16-Feuerleitsystems, das im Bomber Tupolew Tu-16K installiert war. Das K-16 bestand hauptsächlich aus dem Suchradar Rubin-1K (NATO-Code: Short Horn), dem DISS-1-Navigationsradar und dem AP-6E-Autopiloten. Die Tu-16 konnte zwei Lenkwaffen an den BD-352-Tragflächenpylonen transportieren. Um die Lenkwaffe zu starten, musste im Feuerleitsystem die ungefähre Position sowie der Kurs des Zieles mittels Radar oder ELINT ermittelt werden. Die Daten wurden an den Autopiloten AP-72-4 der Lenkwaffe weitergegeben. Danach konnte die Lenkwaffe aus einem Höhenbereich von 1.500–10.000 m sowie einem Geschwindigkeitsbereich von 400–500 km/h gestartet werden. Die KSR-2 wurde von einem Flüssigtreibstoff-Zweikammertriebwerk Issajew S2-721 angetrieben. Im Lenkwaffenrumpf befanden sich 630 Liter TG-02-Treibstoff und 990 Liter AK-20-Oxidator. Die Rakete musste unmittelbar vor ihrem Einsatz auf dem Stützpunkt mit den toxischen Flüssigkeiten betankt werden. Nach dem Abwurf vom Flugzeug folgte zunächst eine sieben Sekunden dauernde antriebslose Phase, um eine ausreichende Entfernung zum Flugzeug zu haben. Danach zündete das Raketentriebwerk im Heck. Das Triebwerk entwickelte einen Maximalschub von 1,22 kN. Während des Marschfluges lag der Schub bei 0,71 kN. In den ersten 40 Sekunden des Lenkwaffenfluges konnte die Lenkwaffe über einen Datenlink mit aktualisierten Zieldaten vom Startflugzeug versorgt werden. Der Flug in das Zielgebiet erfolgte mit Hilfe der Trägheitsnavigationsplattform auf einer Höhe von 9.100 m. Für den Zielanflug wurde der im J-Band arbeitende aktive Radarsuchkopf aktiviert. Der Zielanflug erfolgte in einem steilen Sturzflug. Primär war die KSR-2 für die Bekämpfung von Seezielen mit dem 850 kg schweren FK-2-Hohlladungsprengkopf ausgestattet, der beim Aufschlag detonierte.
Als Marschflugkörper konnte die KSR-2 gegen stationäre radarreflektierende Landziele eingesetzt werden. Nachdem das Ziel mittels Radar identifiziert worden war, wurde der Rakete vor dem Start der entsprechende Kurs einprogrammiert. Der Flug in das Zielgebiet erfolgte autonom mit Hilfe der Trägheitsnavigationsplattform; der aktive Radarsuchkopf kam nicht zum Einsatz. Die mittlere Treffgenauigkeit (CEP) lag bei 1,8–3,7 km. Bei der Bekämpfung von Landzielen war die KSR-2 mit einem thermonuklearen Sprengkopf mit einer Sprengleistung von 1,0 MT bestückt.
Die Ausführung KSR-11 kam bei der Niederhaltung feindlicher Flugabwehr zum Einsatz. Ihr Suchkopf schaltete auf die Frequenz des gegnerischen Radars auf und nutzt diese, um die Radarstellung zu treffen. Dazu verwendete die KSR-11 den passiven 2PRG-11-Radarsuchkopf. Zum Erfassen der Radarstrahlung kam an Bord der Tu-16 wiederum das K-16-Feuerleitsystem zum Einsatz. Hatte der Radarempfänger Radarstrahlung empfangen und ausgewertet, konnten die Zieldaten an die KSR-11-Rakete weitergegeben werden. Nach dem Start flog die KSR-11 mit Hilfe des passiven Suchkopfes und des Autopiloten auf die Radaranlage zu. Die KSR-11 war mit dem 850 kg schweren FA-11-Splittergefechtskopf ausgestattet. Dieser wurde mit einem Näherungszünder zur Detonation gebracht.

## Varianten
- KSR-2: 1. Serienversion eingeführt 1962.
- KSR-2M: 2. Serienversion eingeführt 1967. Mit verbesserter Elektronik und stärkerem Issajew S5.6.0000-Triebwerk. Reduzierte Starthöhe von 500 m.[8]
- KRM-2 (MW-1): Entwickelt aus der KSR-2-Lenkwaffe. Zieldarstellungsflugkörper (Zieldrohne) zum Training von Flugabwehreinheiten. Reichweite 376 km, max. Flugzeit 433 Sekunden.
- KSR-2P: Vorläufer der KSR-11.[5]
- KSR-11: Anti-Radar-Lenkwaffe auf der Basis der KSR-2P. Eingeführt 1966.

## Einsätze
Während des Jom-Kippur-Krieges feuerten ägyptische Tu-16-Bomber 13 KSR-2 und 12 KSR-11 ab. Gemäß israelischen Angaben wurden 20 dieser Raketen erfolgreich bekämpft und abgeschossen. Die restlichen Raketen schlugen in zwei Radarstellungen und in einem Versorgungsstützpunkt im Sinai ein.
Während des Irak-Iran-Kriegs setzte der Irak eine Anzahl KSR-2 gegen Ziele auf dem iranischen Festland ein.

## Nutzer
- Ägypten
- Irak
- Sowjetunion

## Status
In der Sowjetunion wurde die KSR-2 ab dem Jahr 1973 durch die Ch-26 ersetzt. Die letzten Waffen wurden 1990 verschrottet. In den Exportländern wurde die KSR-2 Ende der 1980er-Jahre ausgemustert.